# 2006년 동계 올림픽 아이스하키 여자 선수 명단
다음은 2006년 동계 올림픽 아이스하키 여자 선수 명단이다.

## 참가국

### 캐나다
틀:2006년 동계 올림픽 아이스하키 여자 캐나다 선수 명단